# Serra de São Miguel
Serra de São Miguel is een van de 19 microregio's van de Braziliaanse deelstaat Rio Grande do Norte. Zij ligt in de mesoregio Oeste Potiguar en grenst aan de microregio's Pau dos Ferros, Cajazeiras (PB), Iguatu (CE) en Serra do Pereiro (CE). De microregio heeft een oppervlakte van ca. 972 km². In 2006 werd het inwoneraantal geschat op 61.370.
Negen gemeenten behoren tot deze microregio:
- Água Nova
- Coronel João Pessoa
- Doutor Severiano
- Encanto
- Luís Gomes
- Major Sales
- Riacho de Santana
- São Miguel
- Venha-Ver

Mesoregio's: Agreste Potiguar · Central Potiguar · Leste Potiguar · Oeste Potiguar

Microregio's: Angicos · Agreste Potiguar · Baixa Verde · Borborema Potiguar · Chapada do Apodi · Litoral Nordeste · Litoral Sul · Macaíba · Macau · Médio Oeste · Mossoró · Natal · Pau dos Ferros · Seridó Ocidental · Seridó Oriental · Serra de São Miguel · Serra de Santana · Umarizal · Vale do Açu